# Lawson
Lawson és una població dels Estats Units a l'estat de Missouri. Segons el cens del 2000 tenia 2.336 habitants.

## Demografia
Segons el cens del 2000, Lawson tenia 2.336 habitants, 818 habitatges, i 624 famílies. La densitat de població era de 323,3 habitants per km².
Dels 818 habitatges en un 45,2% hi vivien nens de menys de 18 anys, en un 62,3% hi vivien parelles casades, en un 10,9% dones solteres, i en un 23,7% no eren unitats familiars. En el 21,8% dels habitatges hi vivien persones soles el 12,2% de les quals corresponia a persones de 65 anys o més que vivien soles. El nombre mitjà de persones vivint en cada habitatge era de 2,8 i el nombre mitjà de persones que vivien en cada família era de 3,29.
Per edats la població es repartia de la següent manera: un 32,7% tenia menys de 18 anys, un 7,9% entre 18 i 24, un 29,6% entre 25 i 44, un 17,6% de 45 a 60 i un 12,2% 65 anys o més.
L'edat mediana era de 32 anys. Per cada 100 dones de 18 o més anys hi havia 84,6 homes.
La renda mediana per habitatge era de 41.875 $ i la renda mediana per família de 49.018 $. Els homes tenien una renda mediana de 38.875 $ mentre que les dones 22.273 $. La renda per capita de la població era de 17.438 $. Entorn del 6,8% de les famílies i el 7% de la població estaven per davall del llindar de pobresa.

## Poblacions més properes
El següent diagrama mostra les poblacions més properes.